# Aquatint

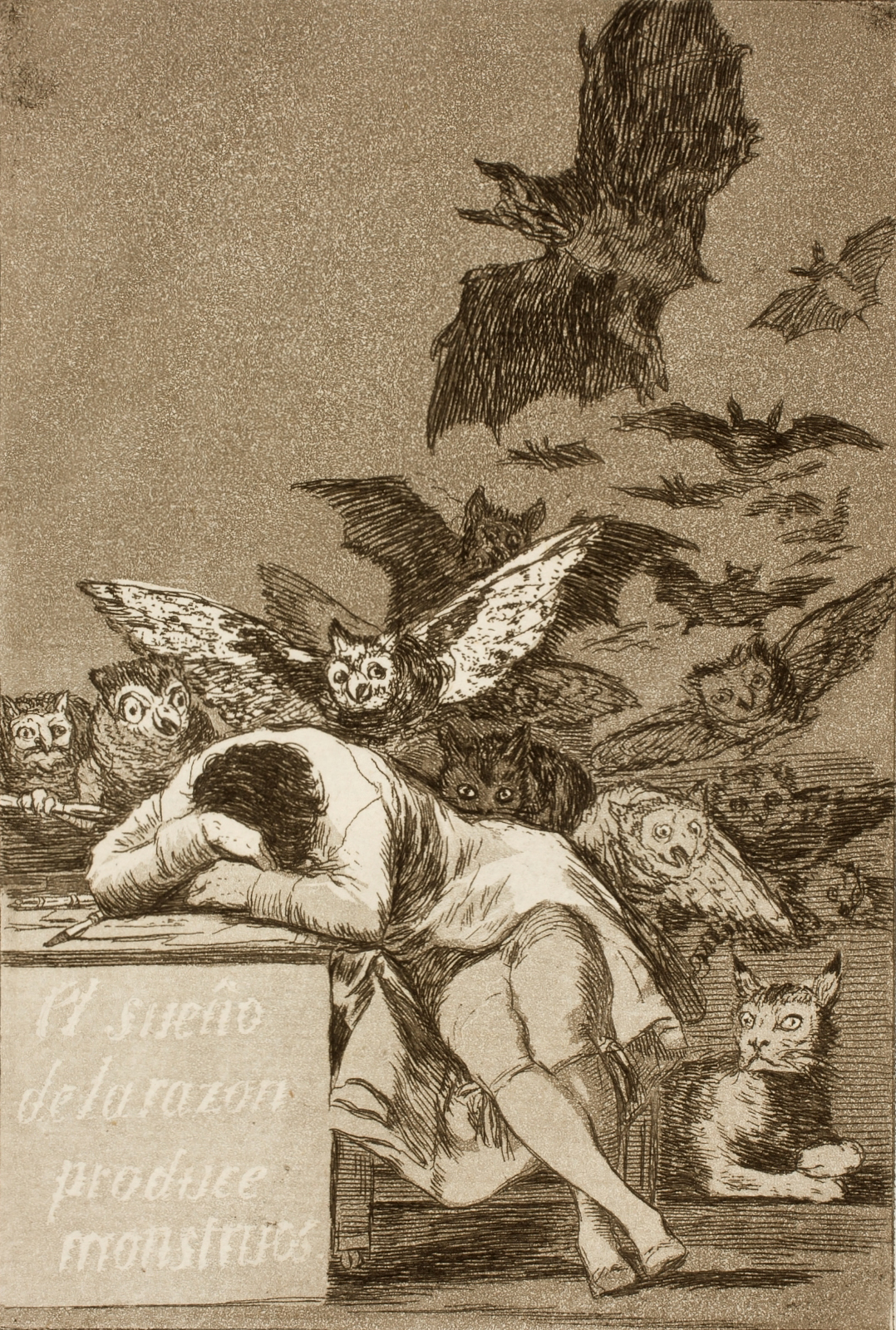
De slaap van de rede brengt monsters voort (El sueño de la razón produce monstruos) door Francisco Goya (1799)

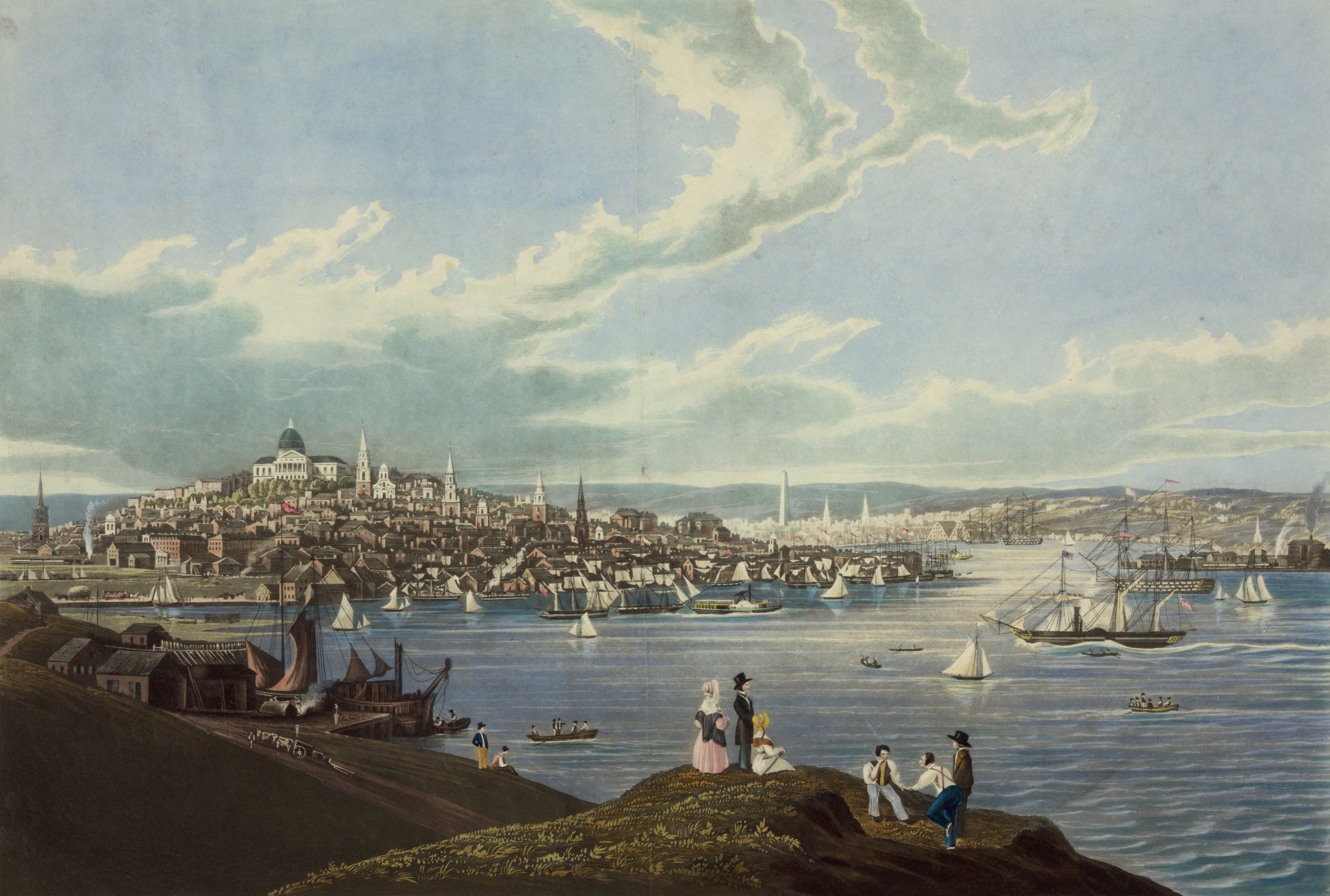
Gezicht op Boston, Robert Havell (1793–1878). Aquatint, 1841

Aquatint is een diepdruk-etstechniek, alsmede de benaming voor een afdruk daarvan. Het is een variant op traditioneel etsen, waarbij geen lijnen maar egale vlakken ontstaan. Zodoende kan men een egale toon verkrijgen. Er ontstaat een op waterverf lijkend resultaat. Deze techniek werd door François Philippe Charpentier en Jean Baptiste Leprince in 1768 ontwikkeld en is onder anderen door Caspar Wolf en Ambroise Louis Garneray gebruikt.

## Methode
Voor aquatint wordt een koperen of zinkplaat gebruikt. Deze plaat wordt traditioneel (als bij een lijnets) volledig opgepoetst en ontdaan van zijn scherpe randen. Daar waar bij etsen een naald wordt gebruikt om lijnen in de vernislaag op de plaat te maken, maakt aquatint gebruik van een harslaag die de plaat beschermt of open laat. Dit hars wordt in korrels of poeder op de plaat aangebracht in een stuifkast en vervolgens egaal verwarmd, waardoor het hars aan de plaat vast smelt. Door het gebruik van meer of minder hars ontstaat de gewenste dikte van de afdeklaag. De hars is bestand tegen het zuur dat gebruikt wordt om de tekening in te bijten. Als alternatief kan asfalt worden gebruikt. Op de plaatsen waar het hars de plaat niet beschermt, kan het etszuur de plaat 'aantasten' oftewel inbijten.  Om volledig witte vlakken te verkrijgen, kan men ook delen van de plaat bedekken met een materiaal (bijvoorbeeld etsvernis) dat het zuur volledig tegenhoudt.
Wanneer de bestoven of bespoten etsplaat in een etsbad gelegd wordt, bijt het etszuur rond de harspuntjes, want deze zijn resistent tegen het etszuur. Hoe langer de plaat in het bad blijft liggen, hoe dieper de plaat ingebeten wordt. Door tussentijds delen van de plaat af te dekken met afdekvernis en de overige delen langer te laten inbijten, kan men verschillende nuances verkrijgen. Bij het afslaan van de plaat tijdens het preparatieproces en het inkten van de plaat blijft de inkt in de inbijting zitten en wordt deze bij het drukken overgezet op het papier.
Bij een alternatieve aquatintmethode legt men de met hars of acrylverf bespoten plaat niet in een bad, maar schildert men rechtstreeks op de plaat met een sterke salpeterzuuroplossing of met ijzer(III)chloride. Zinkplaten kunnen ook met kopersulfaat worden beschilderd. De beschilderde delen worden bij het afdrukken donkerder dan de niet beschilderde partijen. Een bekende kunstenaar die van deze 'schildermethode' gebruikmaakt is de Antwerpse Fred Bervoets

## Variaties
Onder meer:
- Crayonmanier: 18e-eeuwse etstechniek uit Frankrijk; met roulette en stippelgraveren wordt de indruk van een krijttekening opgeroepen.[1]
- Ingekleurde aquatint: naderhand ingekleurd met bijvoorbeeld krijt of grafiet.
- Kleurenaquatint: met gekleurde inkt gedrukt, in tegenstelling tot aquatinten die naderhand worden ingekleurd.
- Prenttekening: techniek naar Cornelis Ploos van Amstel, waarbij de etsgrond met fijne amaril werd bestrooid.[2]
- Stippelwerk: 18e-eeuwse graveertechniek, subtiele gradaties worden opgebouwd uit puntjes in verschillende dichtheid en grootte.
- Suikeraquatint: vooral om vlakken met een lichte toon te krijgen. De inkt wordt voor deze techniek vermengd met suiker en Arabische gom. De suiker wordt naderhand weer opgelost in een waterbad.

## Afbeeldingen

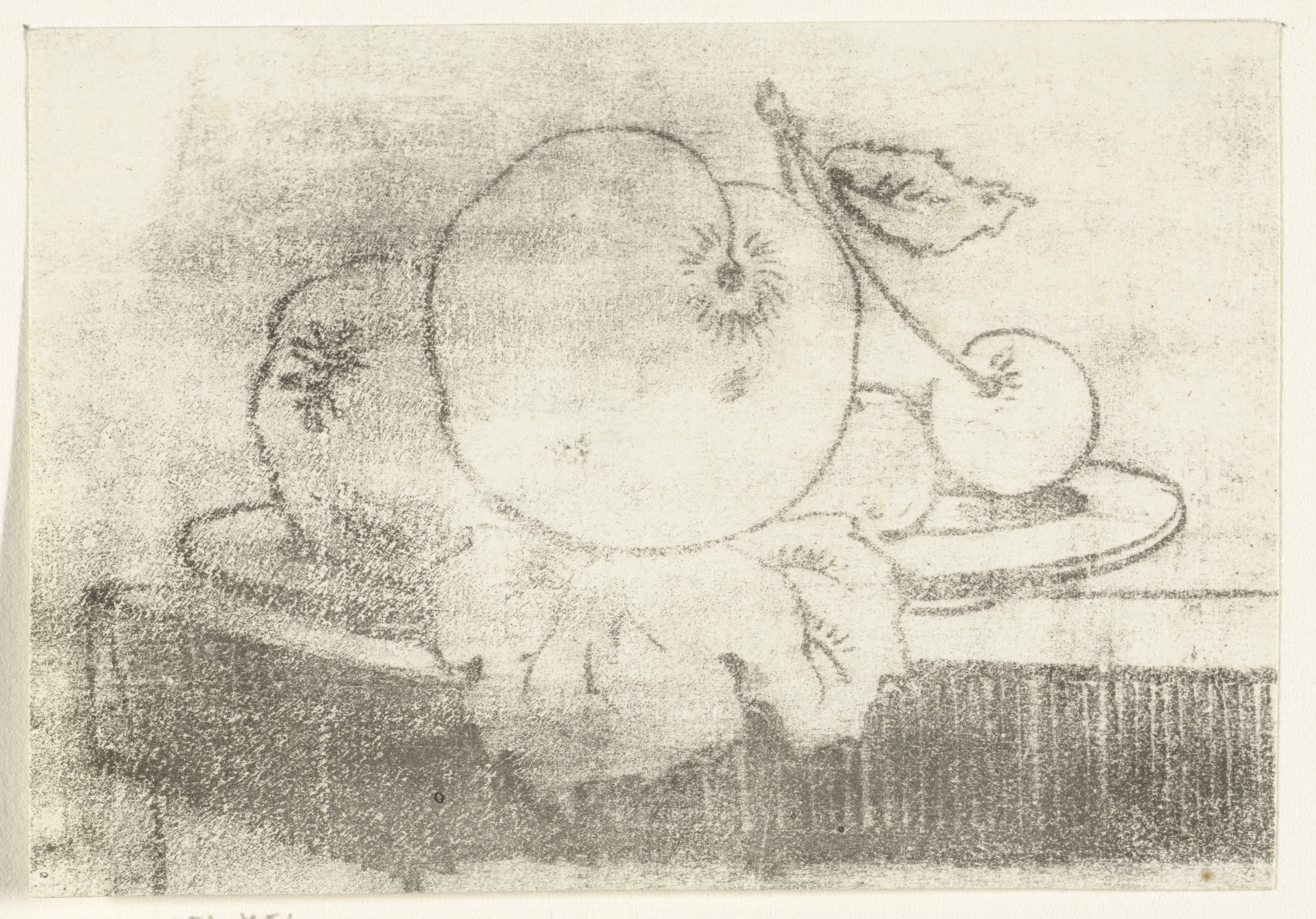
techniek: prenttekening, vernis mou
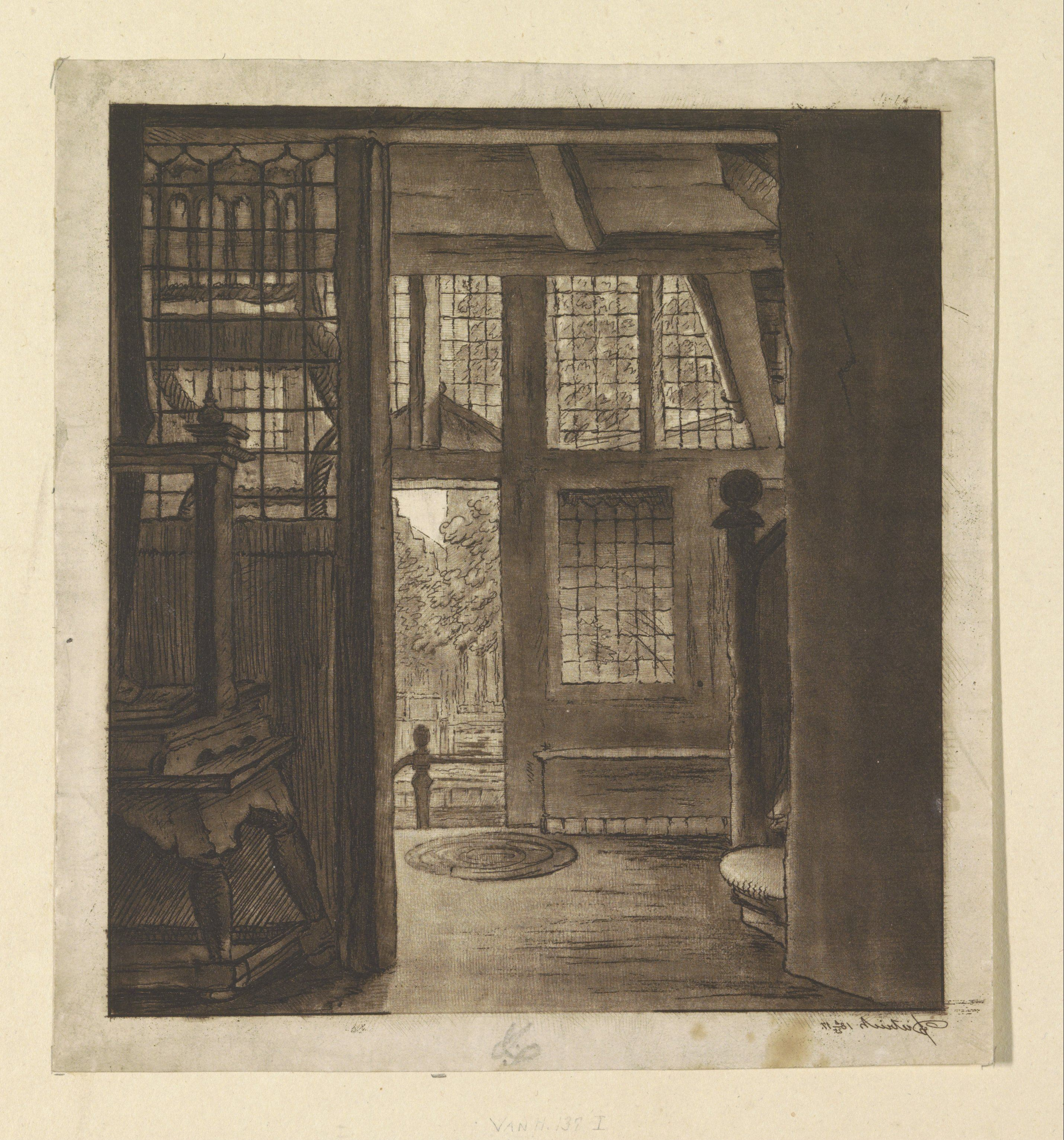
techniek: prenttekening, etsen, roulette
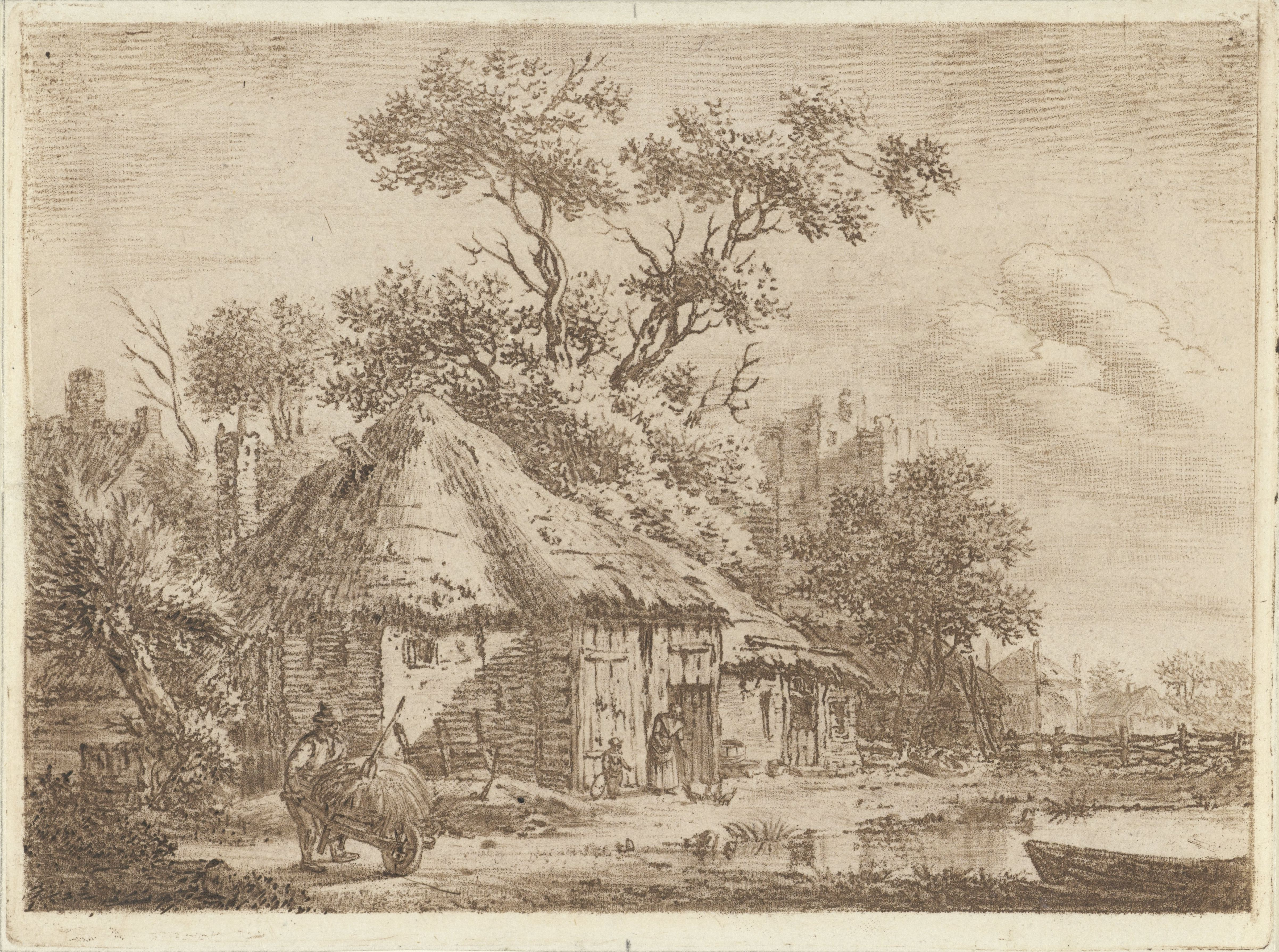
techniek: prenttekening, crayonmanier, kleurendruk
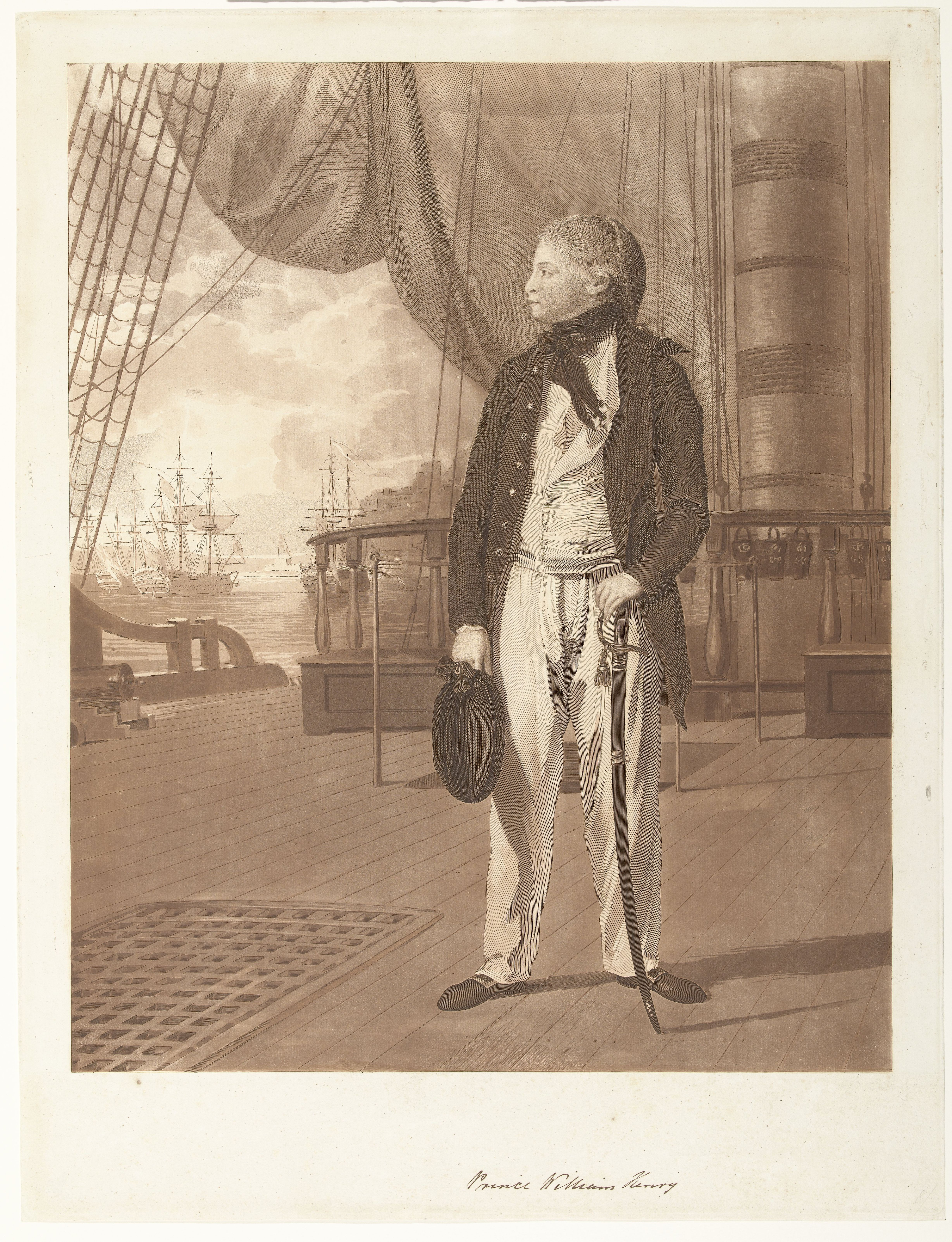
techniek: etsen, aquatint, stippelwerk,  graveren

## Bekende voorbeelden
Francisco Goya maakte volop gebruik van aquatint voor zijn Los Caprichos-serie (1799); Los Desastres de la Guerra (1810–19); La Tauromaquia (1816); en Disparates (ca. 1816–23). Graveur Robert Havell gebruikte aquatint voor John James Audubons boek Birds of America (1826–38).